# Áfonyaboglárka
Az áfonyaboglárka (Plebejus optilete) a lepkék (Lepidoptera) rendjében, ezen belül a boglárkalepkefélék (Lycaenidae) családjának egyik faja.

## Származása, elterjedése
Észak- és Közép-Európában él, de leginkább csak a hegyvidékeken, 2100 m-ig. Ennek megfelelően Magyarországon nem fordul elő; de az Alpoktól keletre a közép-, illetve magashegységekben megtalálható.

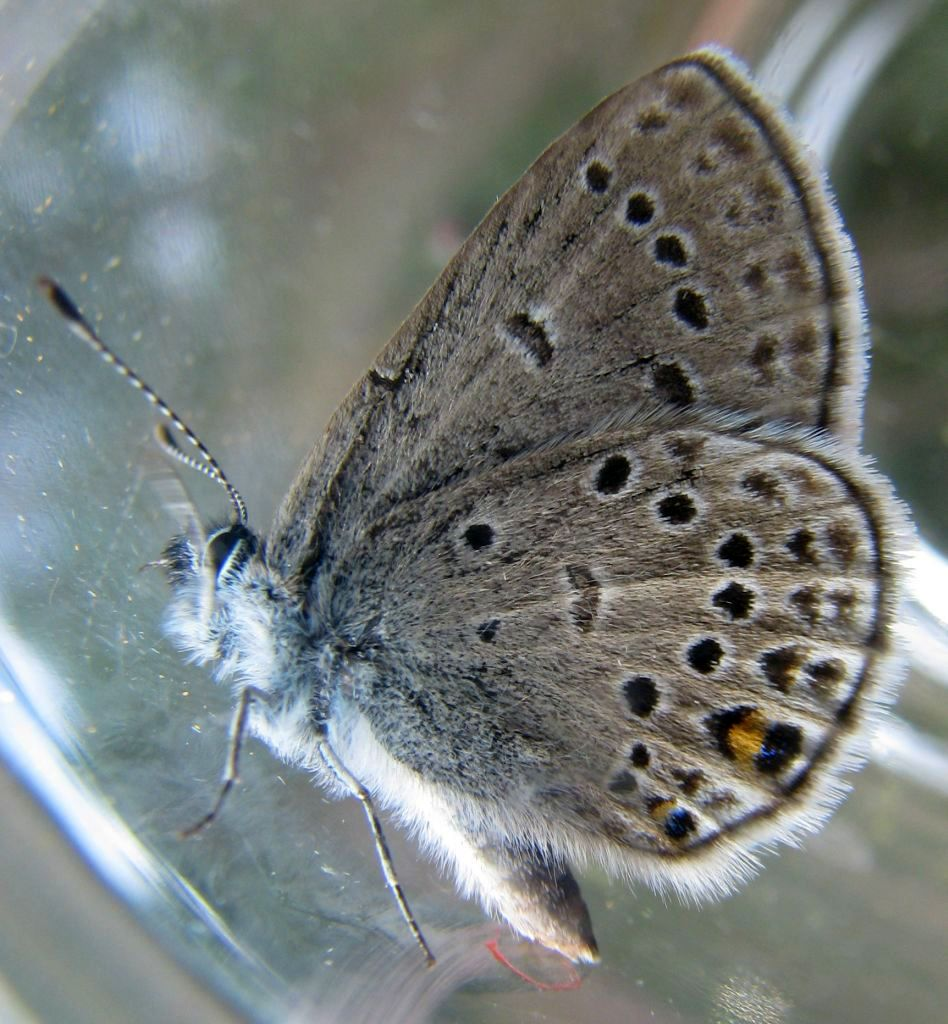
Alul
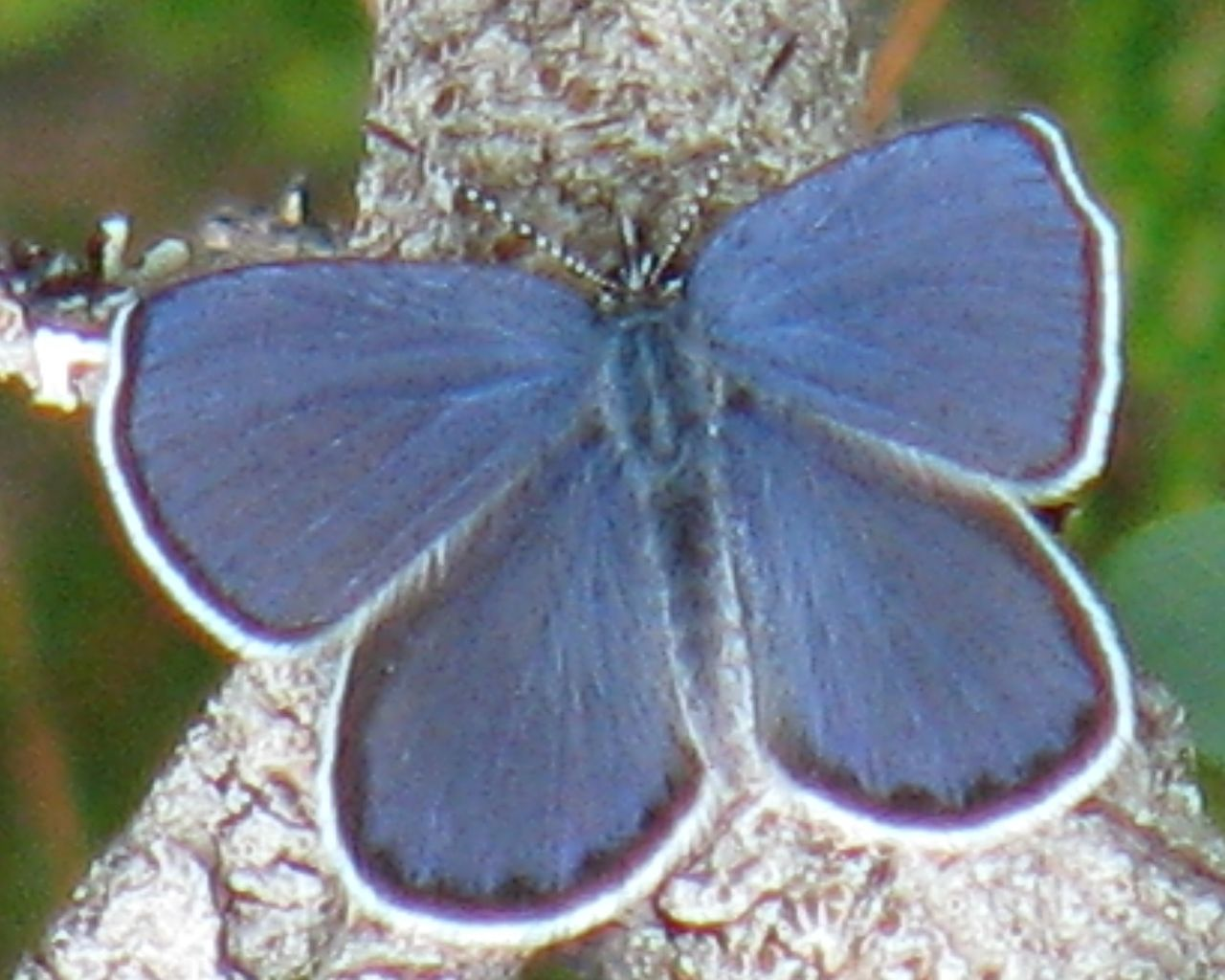
Férfi

## Megjelenése, felépítése
A hím szárnyának sötét ibolyáskék, keskeny fekete szegéllyel. A hím és a nőstény szárnyának fonákjának alsó szegélyterét is vörös foltocskák díszítik.

## Életmódja, élőhelye
Évente egy nemzedéke repül júliusban fenyéreken, hegyi tőzeglápokon, kaszálókon.
Délen évente három nemzedéke repül, északon csak egy — Magyarországon általában kettő, ritkán három; többnyire június közepétől augusztus közepéig.
A hernyó tápnövényei a különböző áfonyafajok (Vaccinium spp.), főként a tőzegáfonya (Vaccinium oxycoccos).